# Белкучи (подокруг)
Белкучи (бенг. েবলকিুচ, англ. Belkuchi) — подокруг на севере Бангладеш. Входит в состав округа Сираджгандж. Образован в 1921 году. Административный центр — город Белкучи. Площадь подокруга — 164,31 км². По данным переписи 1991 года численность населения подокруга составляла 245 164 человека. Плотность населения равнялась 1492 чел. на 1 км². Уровень грамотности населения составлял 33,6 %. Религиозный состав: мусульмане — 91,79 %, индуисты — 7,84 %, прочие — 0,37 %.